# Armenia na Mistrzostwach Świata w Lekkoatletyce 2013
Armenia na Mistrzostwach Świata w Lekkoatletyce 2013 – reprezentacja Armenii podczas czempionatu w Moskwie liczyła 1 zawodnika.

## Występy reprezentantów Armenii
| Konkurencja                       | Zawodnik         | Runda 1  | Runda 1 | Półfinał | Półfinał | Finał    | Finał   |
| Konkurencja                       | Zawodnik         | Rezultat | Pozycja | Rezultat | Pozycja  | Rezultat | Pozycja |
| --------------------------------- | ---------------- | -------- | ------- | -------- | -------- | -------- | ------- |
| Bieg na 400 m przez płotki kobiet | Amalija Szarojan | 57,97    | 26.     | NQ       | NQ       | NQ       | NQ      |